# Eric Oosthoek
Eric Oosthoek (Bilthoven, 1948) is een Nederlands televisieregisseur, scenarioschrijver en sinds 2018 auteur/uitgever van misdaadromans.

## Carrière
Oosthoek studeerde in 1972 als een van de eerste van zijn generatie af als toneel- én televisiedramaregisseur aan de Amsterdamse Toneelschool. Hij werkte tijdens zijn studie verschillende malen als regie-assistent van Engelse en Duitse regisseurs van toneel- en televisiedrama. Daarna werkte hij een aantal jaren als toneelregisseur. In die periode voltooide hij de NOS-opleiding televisieregie van Studio Santbergen in Hilversum. Als vervolgstudie volgde hij in de Verenigde Staten verschillende masterclasses op het gebied van dramaregie, acteren voor de camera en montage.
Zijn televisiefilms zijn vertoond op buitenlandse publieke zenders in o.a. Engeland, Duitsland, Zwitserland, Frankrijk, IJsland en Bulgarije. Oosthoek was meermalen lid van internationale jury's, waaronder de Prix Italia en de Genève-Europa-prijzen voor Scenarioschrijven. Sinds 2008 richt hij zich volledig op het schrijven van fictie. Sinds januari 2018 runt hij een eigen onafhankelijke uitgeverij, All Fiction. Zijn eerste grote project is de negendelige serie misdaadromans Severyn & Govaert.

## Werken
Naast een reeks documentaires realiseerde Oosthoek als dramaregisseur en scenarioschrijver voor de Nederlandse Publieke Omroep (NPO) een groot aantal dramaproducties, zowel enkelvoudige televisiespelen als langer lopende dramaseries en televisiefilms.

### Televisieseries
- Sanne (1983)
- De rivier waarin ik zwom (1988)
- Oog in oog (1991-1992; 15 afleveringen)
- Weekend (1992)
- Over de liefde (1997-1998; 6 afleveringen)

### Televisiefilms
- Niet ter inzage aan de betrokkenen (1979)
- Zondag weet je alles (1985)
- Wie aus weiter ferne (1994)
- Respect (1994)
- Het laatste glas melk (1995)
- Morgen ga ik zelf
- Saint Amour (2001)
- Novemberlicht (2003)
- Gebroken Rood (2004)
- Kilkenny Cross (2006)
- Anna (2007)